# Perizoma japonica
Perizoma japonica là một loài bướm đêm trong họ Geometridae.